# Talty
Talty é uma cidade localizada no estado norte-americano do Texas, no Condado de Kaufman.

## Demografia
Segundo o censo norte-americano de 2000, a sua população era de 1028 habitantes.
Em 2006, foi estimada uma população de 938, um decréscimo de 90 (-8.8%).

## Geografia
De acordo com o United States Census Bureau tem uma área de
7,7 km², dos quais 7,7 km² cobertos por terra e 0,0 km² cobertos por água.

## Localidades na vizinhança
O diagrama seguinte representa as localidades num raio de 16 km ao redor de Talty.